# Cumbre Tajín
Cumbre Tajín es un festival cultural que se lleva a cabo en la zona norte del estado de Veracruz, en el municipio de Papantla de Olarte (México). Su objetivo es preservar y difundir la riqueza cultural y arqueológica de la Ciudad Sagrada de El Tajín.
Su primera edición fue en el inicio de la primavera del año 2000 y se realiza alrededor del equinoccio de primavera en el Parque Temático Takilhsukut, la zona arqueológica de El Tajín (que comprende 1.5 km cuadrados y el zócalo de Papantla, donde se desarrollan: ceremonias, talleres, rituales, terapias alternativas, juegos autóctonos, conciertos, danzas, actos circenses, conferencias, exposiciones y proyecciones.

## Historia
El Tajín se descubrió casualmente en 1758 por un cabo de ronda; los totonacos conocían la ciudad, pero no habían revelado su existencia para protegerla de los conquistadores y así la dejaron descansar bajo los dominios del Señor del M.
Histórico punto de encuentro para las civilizaciones mesoamericanas el Tajín dio la bienvenida a otras culturas y personas de distintas partes del mundo en el 2000; es así como se inició un festival con la intención de llamar la atención de México y el mundo hacia el estado de Veracruz, más específicamente hacia la zona de Totonacapan, propiciando una política económica de desarrollo regional y de potencializar al máximo la riqueza natural y cultural que se tiene como patrimonio en Veracruz.
Los totonacos sabían que antes de iniciar los festejos había que oficiar una ceremonia para obtener el beneplácito del sitio, es así como curanderos, danzantes y otros miembros de las comunidades del totonacapan realizaron el ancestral rito del Litlán pidiendo permiso y perdón a las deidades de la bondad, el bienestar y la armonía para realizar el festival Cumbre Tajín y para dar inicio al Kaxanama o primavera e inicio de la floración; esta ceremonia se transmitió a más de 150 países con una audiencia de más de mil millones de personas. Es así como se generó un festival que brindó por espacio de 5 días lo mejor del arte, la música, la cultura y el entretenimiento concultando gente de diversas culturas y teniendo como anfitrión al ancestral pueblo Totonaca.
Cumbre Tajín, concepción de un grupo de ingenieros Culturales encabezado por Gastón Melo-Medina y auspiciada por el entonces gobernador Miguel Alemán Velasco, es un claro ejemplo de buena práctica cultural. Cuando gobierno, gestores, sociedad civil, iniciativa privada y pueblos indígenas dialogan y colaboran pueden lograrse modelos integrales de preservación del patrimonio y desarrollo que sean sustentables y exitosos.
Para no dañar el sitio arqueológico las estructuras metálicas para las graderías y el escenario se levantaron en una gran plaza de la ciudad sagrada de Tajín sin tocar las edificaciones, las instalaciones del festival se construyeron fuera del recinto arqueológico. Se calcula que en esa área existen vestigios prehispánicos así que solo se permitió realizar excavaciones no mayores a los 20cm. Además de realizar aportaciones culturales y creaciones artísticas las comunidades totonacas participaron en la construcción de escenarios y foros desmontables, baños ecológicos y un campamento con más de mil tiendas, se logró así uno de los festivales más innovadores del mundo; un espacio único donde los artistas, talleristas y sanadores convivieron con el público asistente.
Durante la segunda edición de la Cumbre Tajín se presentaron una serie de problemas con respecto a los permisos otorgados por parte del INAH (Instituto Nacional de Antropología e Historia) en referencia a presuntos daños causados a la zona arqueológica durante la Cumbre Tajín 2000, se comunicó que fueron daños menores pues se trataba de un trozo de estuco de los bajorrelieves, por el que se impuso una multa de 3mil 800 pesos.

## Ediciones
Primera edición
"El dios trueno se hizo presente y los ojos del mundo descubrieron el esplendor de la ciudad sagrada de "Tajín". Es así como se describió a la primera edición de la comunión de inicio de Milenio, hoy conocida como "Cumbre Tajín", evento que se llevó a cabo durante el primer equinoccio de primavera del tercer milenio y al que asistieron más de 5000 personas para participar 17 al 21 de marzo del año 2000, de una experiencia artística y espiritual renovadora.
Para tal efecto, se diseñó e instaló un gran escenario elevado para dar presencia a más de 300 artistas en escena y un aforo para que 3000 espectadores disfrutaran del espectáculo inaugural. Así mismo se planeó y acondicionó un área de convivencia en la que los visitantes pudieron vivir y participar de 100 horas continuas de artes visuales, música, baile, terapias alternativas, rituales de purificación, masajes, artesanía, lengua y deportes ancestrales, paseos de aventura, exposiciones de arte y conferencias.
Para la noche inaugural, en el escenario principal dentro del sitio arqueológico, se creó y montó un gran espectáculo de 18 escenas o momentos en los que participaron cientos de músicos, bailarines y artistas mexicanos de talla mundial ejecutando coreografías y música especialmente creadas para este evento. Las audiciones para conformar el elenco se realizaron en diversas ciudades del país y en la sierra del Totonacapan se encontró a músicos, poetas, danzantes y artesanos que formaron parte importante del espectáculo y el evento en general.
Parte de la riqueza y originalidad del espectáculo se debió a 16 piezas creadas especialmente por diversos compositores y que se estrenaron esa noche interpretadas por la Orquesta Sinfónica de Xalapa, bajo la dirección del maestro Francisco Savín.
Para dar forma a las ideas del productor Carlos Mora, la empresa Grupo Mundo México, bajo la dirección general de Jack Misrachi, la dirección técnica de Carlos Kelisek y la colaboración del director creativo Luis de la Reguera y un gran equipo de diseñadores, técnicos y creadores mexicanos, concibieron y produjeron innovadores video-mapeos, proyecciones y efectos visuales con diapositivas de gran formato, iluminación arquitectónica y robótica combinadas con caligrafías y animaciones en rayo láser que se proyectaron sobre la arquitectura, la tierra y el cielo Totonaca en una noche espléndida de luna llena.

### Segunda edición
En la segunda edición de la Cumbre Tajín en 2001 se inició una lucha por el patrimonio nacional y concretamente por el arqueológico, cuando el 30 de marzo de 2001 se publicó un decreto presidencial que protege las 1221 hectáreas de la zona arqueológica.
En esta edición se suscitó un accidente durante la prueba de un entarimado que colapsó y causó lesiones a varios policías. Además del hecho de que se empezaron a levantar firmas contra la cumbre por parte del INAH Xalapa.

### Tercera edición
En la tercera edición que se celebró del 16 al 23 de marzo se contó con la presencia de unos 800 artistas nacionales e internacionales que incluye países como Marruecos, Bolivia, Alemania, Estados Unidos, Camerún, Hungría, e India.
En este año, el en ese entonces gobernador de Veracruz inauguró el mural La alegría de vivir del mexicano Teodoro Cano García, en el cual este busca representar los momentos más importantes de la cultura totonaca.

### Cuarta edición
La cuarta edición de este festival se realizó del 19 al 22 de marzo, en la cual se presentó por segunda vez el espectáculo Luces y voces del Tajín del señor de origen francés Yves Pipin. Durante este festival el público tuvo acceso a diferentes talleres artísticos donde se involucraba la danza y las artesanías. Se ofrecieron alrededor de 20 conciertos que incluían distintos géneros de música y con artistas nacionales e internacionales.

### Quinta edición
La quinta edición se realizó del 18 al 21 de marzo. En esta edición se presentó un grupo de artistas de origen veracruzano llamado Corifeo, quienes ofrecieron una serie de obras con títeres y actores. También se incluyeron conciertos para cada día del festival con artistas nacionales como Café Tacuba, Fobia y Julieta Venegas. Hablando internacionalmente se presentaron artistas de países como Escocia, Marruecos y el Tíbet.

### Sexta edición
La sexta edición del festival se realizó del 19 al 26 de marzo, para esta ocasión se contó con varios artistas invitados, de los cuales destacan Jaguares, Molotov, Ely Guerra, Diego Torres y Eugenia León, todos ellos de origen mexicano y artistas de la región participaron agrupaciones como Los Cojolites, David Haro y Tlen Huicani.
Para este año, el Tajín se posicionó como la cuarta región arqueológica más visitada de México, siendo las otras 3 Teotihuacán, chichen Itzá y Tulum.

### Séptima edición
La séptima edición del festival ocurrió del 17 al 21 de marzo siendo el tema de ese año Agua Vida, para este año cumbre Tajín se posicionó como el sexto festival más grande de México. En esta edición, como en las pasadas, no podían faltar los talleres de danzas regionales y artes plásticas de la región como el papel picado. Hablando de temas musicales se contó con la presencia de grupos Mexicanos como el Tri, Benny Ibarra. También se disfrutó de música de la región de Veracruz y música electrónica. Este año hubo una gran marcha contra la cumbre la cual cubrió gran parte de la cerretera.

### Octava edición
Esta, la octava edición del festival se celebró del 17 al 21 de marzo, siendo el tema de esta la fertilidad y como en sus ediciones anteriores hubo diversas manifestaciones artísticas por parte de artistas de la región, artistas nacionales y también internacionales. Tampoco se perdió la tradición de colocar talleres artísticos y otras formas artísticas como el teatro las cuales se dispersan en el parque temático Takilhsukut.

### Novena edición
La novena edición tuvo lugar del 19 al 23 de marzo; Cumbre Tajín puso un relieve en diferentes aspectos culturales que han mostrado importancia de un proyecto integral que fomenta la cultura del Estado de Veracruz. Dentro de esta edición sus actividades giraron en torno al lenguaje: la morada del ser. En este año y edición de la Cumbre Tajín se une a la iniciativa de la UNESCO que declaró como “Año Internacional de las Lenguas”. Dentro de los eventos de importancia, destacó la presencia de alrededor de 68 idiomas para celebrar la diversidad de nuestra identidad a invitar a la reflexión de la importancia de preservarlas.
Ceremonias, talleres, rituales, terapias alternativas, juegos autóctonos, conciertos, danza, actos circenses, conferencias, exposiciones, proyecciones: lenguajes de la humanidad presentes en Cumbre Tajín 2008 en la voz de más de mil artistas.

### Décima edición
Esta edición de Cumbre Tajín tuvo tres temas: Astronomía, Fibras naturales y Reconciliación. En este último tema se buscó la reconciliación entre los pueblos de la región, así como entre los hombres de las grandes urbes y de los medios rurales.
Entre las actividades del 2009, destaca el IV Encuentro de Artesanos, en donde participaron 300 artesanos del estado, y quienes mostraron diversidad y esplendor en más de 20 expresiones tradicionales como tallado y escultura en madera, alfarería, hoja de maíz, vainilla y derivados, conchas de mar, semillas silvestres, amate, pintura al óleo, manta con pintura textil y bordado prehispánico, entre otros.
También se realizó como cada año, "Tajín Vive", recorrido nocturno por la ciudad sagrada, cuya experiencia, profunda e inolvidable, permite el contacto directo de los visitantes con la atmósfera, las deidades y los habitantes de una cosmogonía única, la totonaca, en el punto neurálgico de esta cultura viva: la zona arqueológica de El Tajín.
Del mismo modo, se llevó a cabo un Encuentro Internacional de Voladores, donde hubo charlas, conferencias y las diferentes variables del vuelo de esta extraordinaria ceremonia ritual.
Se contó con la participación de voladores Mayas, Quichés, Papantla, así como de la Sierra veracruzana.
En el Centro de las Artes Indígenas, se presentó la Escuela de Niños Voladores, Radio Ajeno, Arte totonaco, Teatro comunitario, Danza y música tradicional, Talleres, Voladores, Videoastas indígenas.
En tanto que "Kantiyan", Casa de los abuelos, hubo homenajes y ceremonias; Ceremonias tradicionales, Pláticas con los abuelos, Danzas autóctonas, Música y Talleres.
En el Nicho de la Purificación se ofreció Medicina Tradicional, Ceremonias, Limpias, Masajes, Temascales y Terapias alternativas.
En cuanto a la animación, destaca la presencia del Circo Atayde Hermanos, Artes de calle, Clown, Sensorama, Instalaciones orgánicas, Fandangos, Juegos autóctonos, Grupos ambientales de son y huapango, bandas de viento, pirámide de las civilizaciones y arte objeto.
En "Xanatlin" o Nicho del Florecimiento, hubo Visitas escolares, música y títeres, flora y fauna, talleres y juguetes tradicionales.
En el Nicho de la Música se presentaron artistas como Los Tigres del Norte, Zoé, Babasónicos, Celso Piña, Kinky, Fito Páez, Botellita de Jerez y Bandula, entre otros.

### Decimoprimera edición
Durante esta edición de Cumbre Tajín se celebró el reconocimiento al funcionamiento ejemplar del Centro de las Artes Indígenas, así como a las producciones culturales, mientras que se otorgaron becas a jóvenes indígenas para impulsar la comunidad totonaca y para rescatar y apoyar a su identidad.
Así mismo se festejó el 3.er Encuentro internacional de Voladores al cual asistieron más de 300 voladores de distintas regiones. Dentro de las celebraciones hubo énfasis hacia el Diálogo de la Cultura Totonaca para el mundo, que va de acuerdo a los declaratoria que hizo la ONU al 2010 como “Año Internacional de la Diversidad Biológica y Año Internacional de Acercamiento de las Culturas”.
Además de la gran oferta artística, cultural y turística se destacó el análisis al papel de las etnias en el marco del Bicentenario de la Independencia y Centenario de la Revolución Mexicana, así como el festejo del Centenario de la Fundación de Papantla.

### Decimosegunda edición
Para esta décima segunda edición (Decimosegunda edición (full site)) se invertirán entre 15 y 18 millones de pesos y se espera a más de 155 mil visitantes que podrían dejar una derrama económica superior a los 100 millones de pesos durante el Festival. Asimismo, se espera que el evento repunte la ocupación hotelera de la región.
“El Festival de la identidad”. La ceremonia de inauguración fue encabezada por el gobernador del estado de Veracruz Javier Duarte acompañado por el Consejo de Sabios del pueblo totonaco, dicha ceremonia se llevó a cabo en el Parque Tikilhsukut. Uno de los eventos más importantes de esta edición fue la visita nocturna a la zona arqueológica en la que se presenció un espectáculo multimedia dándole la bienvenida a los visitantes al lugar sagrado de Totonacapan.
Así mismo se llevó a cabo el Encuentro de los Sabios, en el que representantes de las 14 etnias originales del estado preparan espiritualmente a los asistentes para que se acerquen a la espiritualidad de los totonacas.
Durante esta edición de Cumbre Tajín se presentaron:
| Marzo 17           | Marzo 18             | Marzo 19    | Marzo 20        | Marzo 21                      |
| ------------------ | -------------------- | ----------- | --------------- | ----------------------------- |
| Caifanes           | Willy Chirino        | Café Tacuba | Janelle Monáe   | Björk                         |
| Los Daniels        | Celia Cruz All Stars | Bebe        | Benny           | Sinead O’Connor               |
| Pila Seca          | Olodum               | Jesse Cook  | Pink Martini    | Instituto Mexicano del Sonido |
| División Minúscula | Los Joao             | Rayo Backs  | The Baseballs   | Elan                          |
| Sonidero Meztizo   | Cojolites            | Tribu       | Los Aguas Aguas | Hoppo!                        |

### Decimocuarta edición
“El renacimiento del ser”. La edición 2013 del Festival Cumbre Tajín ( Decimocuarta edición (full site)) dedicó sus actividades, reflexiones, encuentros y propuestas al renacimiento: volver a nacer o tomar energía para reiniciar el camino. Será tiempo de dimensionar nuestra estatura cósmica, compartir la renovación y aprovechar la oportunidad histórica de contribuir al cambio orgánico, integral, justo y equitativo.
En torno a este concepto y sus diversas expresiones en los ámbitos cultural, espiritual, indígena, regional, estatal, nacional y mundial, el Festival de la Identidad recibió propuestas y proyectos de la realidad contemporánea, restaurada por la sabiduría indígena que a través de los mayas marcó en diciembre de este año el fin de una época.
Durante esta edición de Cumbre Tajín se presentaron:
| Marzo 21                      | Marzo 22        | Marzo 23              | Marzo 24          | Marzo 25             |
| ----------------------------- | --------------- | --------------------- | ----------------- | -------------------- |
| Juanes                        | Pet Shop Boys   | The Smashing Pumpkins | Fatboy Slim       | Los Tigres del Norte |
| Ziggy Marley                  | Regina Spektor  | Blind Melon           | Calvin Harris     | Julieta Venegas      |
| Chambao                       | Ceci Bastida    | Ozomatli              | Nortec Collective | Celso Piña           |
| Juan Solo                     | Silvia y Karmen | La Gusana Ciega       | Emmanuel Jal      | La Sabrosa Sabrosura |
| Los Rumberos de Massachusetts | La Manta        | Sistema Bomb          |                   | Villalobos Brothers  |

### Decimoquinta edición
En esta ocasión Tajín (Decimoquinta edición (full site)) se pondrá más metalerón y recibirá a una de las bandas estadounidenses más emblemáticas de metal progresivo, Tool, comandada por el mítico Maynard James Keenan, quien actuará al lado de otras dos grandes agrupaciones, Primus, veteranos del Rock alternativo experimental, y Puscifer, proyecto alterno de Maynard más enfocado en sonoridades electroindustriales.
Este cartel formará parte de los cinco días de festejo de la Cumbre, donde más 5 mil actividades entre talleres, conferencias, encuentros de sanación, muestras artesanales, espectáculos nocturnos en la zona arqueológica, cursos de cine, instalaciones artísticas del Totonacapan, conciertos y el hallazgo de expresiones identitarias de múltiples orígenes nos esperan.
Ese día también actuará el ganador del concurso Tu Banda en Cumbre Tajín, que este año recibió más de 300 propuestas nuevas de músicos locales, y que ha logrado impulsar el talento veracruzano, brindándoles la oportunidad de interpretar su música en una plataforma internacional, convivir con profesionales de la industria y conocer a sus artistas favoritos.
Cumbre Tajín ha consolidado a lo largo de quince años, proyectos culturales, sociales, educativos y de salvaguarda del patrimonio cultural; además ha desarrollado nuevas vías de diálogo, difusión, fortalecimiento, expresión, contacto y autogestión que  han favorecido la identidad Totonaca, el desarrollo turístico y económico del estado de Veracruz.

### Decimosexta edición
La edición 2015 de Cumbre Tajín (Decimosexta edición (full site)) trajo algunas novedades, la reunión de dos leyendas de la música mexicana e internacional y buenos grupos en todos los géneros.
El 28 de enero se dio a conocer la lista oficial de artistas que participaron en los cinco días de este festival cultural.
La organización de Cumbre Tajín dio a conocer el line-up vía Twitter.
El jueves 19 de marzo estuvo encabezado por La Arrolladora Banda El Limón, Los Ángeles Azules, Tropikal Forever, Timoneki y Recoveco.
El viernes 20 de marzo participaron Incubus, The Flaming Lips, The Cold and Lovely, The Goastt y Sak Tzevul.
El sábado 21 de marzo, una de las fechas estelares de Cumbre Tajín, vino por primera vez a México Macklemore & Ryan Lewis, Empire of the Sun, Aterciopelados, Mala Rodríguez y el grupo xalapeño Guacamole.
El domingo 22 de marzo, dedicado a la música electrónica, asistieron Alesso, 2ManyDJS, Baauer y Compass.
El lunes 23 de marzo, fue el cierre con broche oro, con el reencuentro de dos leyendas mexicanas: Santana y Javier Bátiz, además de El Tri, Maldita Vecindad y Bolina Sin Parné.

## Parque Takilhsukut
El Parque Temático Takilhsukut (Parque Takilhsukut) es el principal centro de la identidad indígena veracruzana y el lugar más propicio para su diálogo con otras culturas de México y el mundo. Arraigado en el corazón del Totonacapan, este imponente escenario de belleza natural tiene 17 hectáreas de infraestructura y diversos foros para presentar y desarrollar
las artes.
A lo largo del año, el Parque Takilhsukut es sede del Centro de las Artes Indígenas, que desde diciembre de 2012 forma parte de la Lista Mundial de Mejores Prácticas de Salvaguardia del Patrimonio Cultural Inmaterial (UNESCO).
Además alberga al Consejo Supremo Totonaca, el festival infantil Kani Tajín y el Aula Clavijero. Con esta actividad se mantiene como el epicentro de pensamiento indígena y la actividad cultural en Veracruz.

## Zona arqueológica de El Tajín
La zona arqueológica de El Tajín (Zona arqueológica de El Tajín ) se localiza en el municipio de Papantla de Olarte, en el norte del Estado de Veracruz. Es una de las zonas más importantes de Mesoamérica y representativa del Estado de Veracruz, México y el mundo.
Fue nombrada Patrimonio de la Humanidad por la UNESCO en el año de 1992. Cumbre Tajín se confirma como la principal experiencia en labores de salvaguarda, regeneración y difusión cultural. Prueba de ello es Tajín Vive, recorrido nocturno por la Ciudad Sagrada. La experiencia, profunda e inolvidable, permite el contacto directo de los visitantes con la atmósfera, las deidades y los habitantes de una cosmogonía única, la Totonaca, en el punto neurálgico de esta cultura viva: la zona arqueológica de El Tajín.
Recorrido Virtual

## Tajín Vive
La visita nocturna a la ciudad sagrada de El Tajín (Tajín Vive) es una de las experiencias más importantes en la difusión de salvaguardia y regeneración cultural. La experiencia, profunda e inolvidable, permite el contacto directo de los visitantes con la atmósfera, las deidades y los habitantes de una única cosmogonía: la Totonaca, en el centro neurálgico de esta cultura viva: la zona arqueológica de El Tajín, declarada Patrimonio de la Humanidad por la UNESCO en 1992.
Tanto el patrimonio tangible e intangible convergen en perfecta armonía en este espacio. Tajín Vive ha sido diseñado para descubrir este hallazgo.  Vivir bajo el cobijo de los ritos totonacas, el uso de la tecnología más avanzada y la grandeza de la historia para hacer de esta visita una experiencia sin igual. Los canales de comunicación: la luz, el sonido y la oscuridad de la noche.
Los actores: las imágenes en bajo relieve, los colores de las danzas del Totonacapan y el conocimiento intuitivo adquirido por aquellos que sucumben al sonido de la flauta, el tambor y la noche. Mucho más que una visita nocturna, esta es una experiencia que perdurará toda la vida.

## Papantla
Cada año, la Ciudad de Papantla se convierte en la extensión natural de Cumbre Tajín y en uno de los epicentros de la cotidianidad Totonaca. Es en la Plaza Central, La Catedral de Nuestra Señora de la Asunción y el Auditorio del Museo Teodoro Cano, donde los habitantes de la ciudad tejen un puente entre la imaginación, creatividad y disfrute de actividades culturales a través de espectáculos al aire libre, instalaciones artísticas colectivas, obras de teatro, cine, danza y mucho más.
Durante Cumbre Tajín: Papantla Brilla. Gracias a las actividades de Cumbre Tajín, hoy es común ver a turistas del mundo recorriendo sus calles, admirando sus murales e interactuando con los pobladores.